# هيلينا ويسترمارك
هيلينا شارلوتا ويسترمارك (بالفنلندية: Helena Westermarck)‏ (20 نونبر 1857، هيلسنكي – 5 أبريل 1938، هيلسينكي) كانت فنانة وكاتبة فنلندية متحدثة بالسويدية، وأخت إدوارد ويسترمارك. درست بأكاديمية الفنون البصرية في هيلسنكي من 1874 إلى 1877، ثم أتمت دراستها تحت توجيه أدولف فون بيكر حتى سنة 1880، والتي انتقلت فيها للعيش بباريس لتدرس بأكاديمية كولاروسي من 1880 إلى 1881. كما درست مع هيليني شييرفبك سنة 1884. كانت تعمل لمدات طويلة بفرنسا عادة مع هيليني شييرفبك، وطورت أسلوبا واقعيا سهل الفهم خاصة في البورتريهات ورسم الأجسام البشرية. سنة 1889 في معرض "Exposition Universelle" بباريس تلقت تشريفا للوحتها Strykerskor، ثم هجرت الرسم وخصصت وقتها للكتابة كناقدة. ساهمت ويسترمارك أيضا بشكل كبير في الأبحاث التي غطتها أعمالها الثقافية والتاريخية، والتي من بينها كتابة سير عدة شخصيات نسائية مثل ماتيلدا روتكيرش (1926)، أديلايد إرنروث (1928)، روزينا هايكل (1930). ثم نشر مذكرات ويسترمارك سنة 1941.

## أعمال مختارة
- Ur studieboken I–II: Berättelser och utkast, 1890–91
- Framåt. Berättelse, 1894
- George Eliot och den engelska naturalistiska romanen. En litterär studie, 1894
- Nyländska folksagor berättade för ungdom af Helena Westermarck, 1897
- Lifvets seger, 1898
- "Tecken och minnesskrift från adertonhundratalet" I-III, 1900-1911:
  - I I fru Ulrikas hem. Interiör från farmödrarnas tid, 1900
  - II Ljud i natten. Berättelse, 1903
  - III Vandrare. Roman, 1911
- Fredrika Runeberg. En litterär studie, 1904
- Dolda makter. Bilder och hägringar, 1905
- Bönhörelse. En historia, 1909
- Kvinnospår. Kulturbilder från 1800-talets förra del, 1913
- Elisabeth Blomqvist. Hennes Liv och gärning I–II, 1916–17
- Vägvisare. Berättelse, 1922
- Mathilda Rotkirch, Finlands första målarinna. En kulturbild, 1926
- Adelaïde Ehrnrooth. Kvinnospår i finländskt kulturliv, 1928
- Finlands första kvinnliga läkare Rosina Heikel, 1930
- Tre konstnärinnor. Fanny Churberg, Maria Wiik och Sigrid af Forselles, 1937
- Mina levnadsminnen, 1941

## معرض

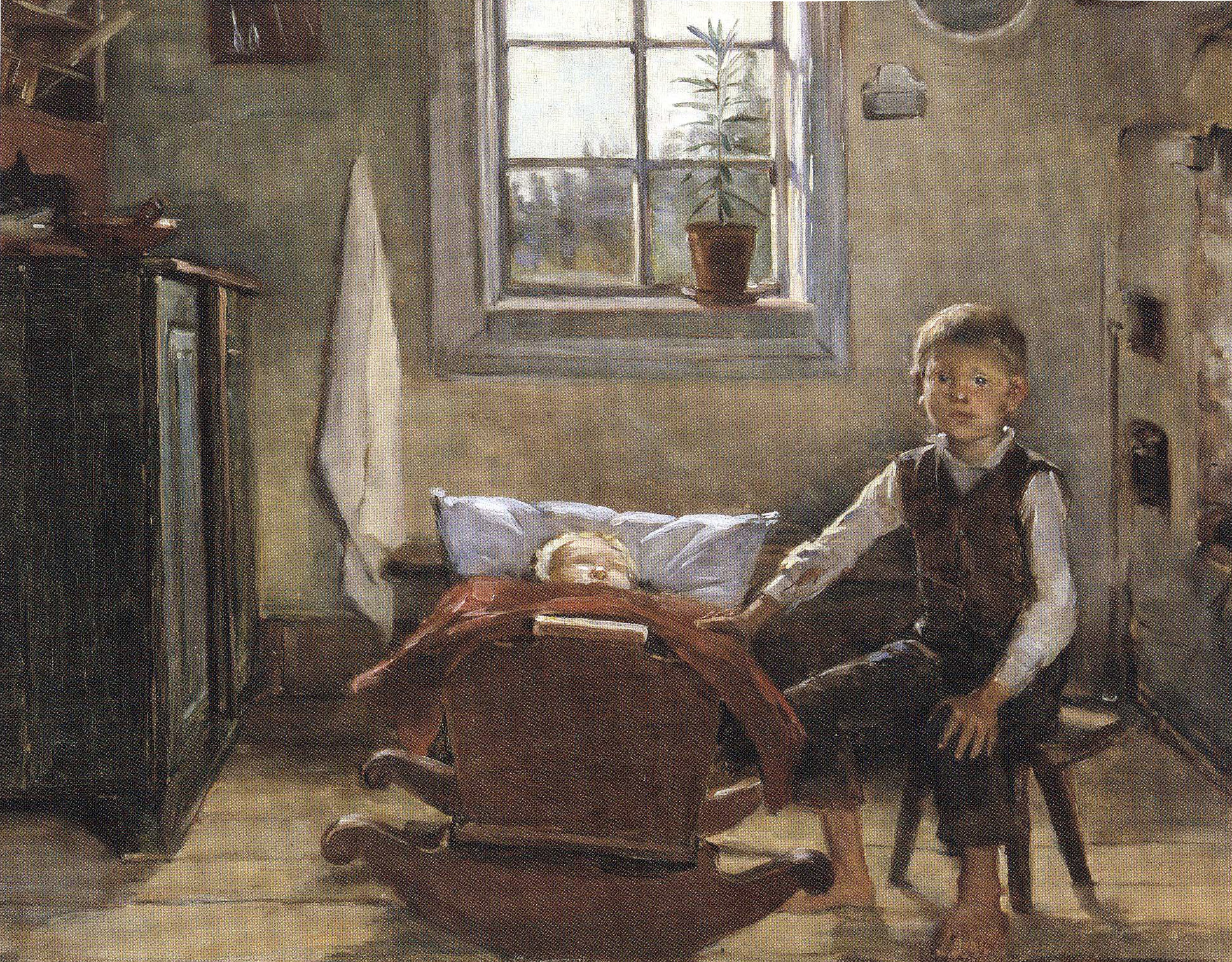
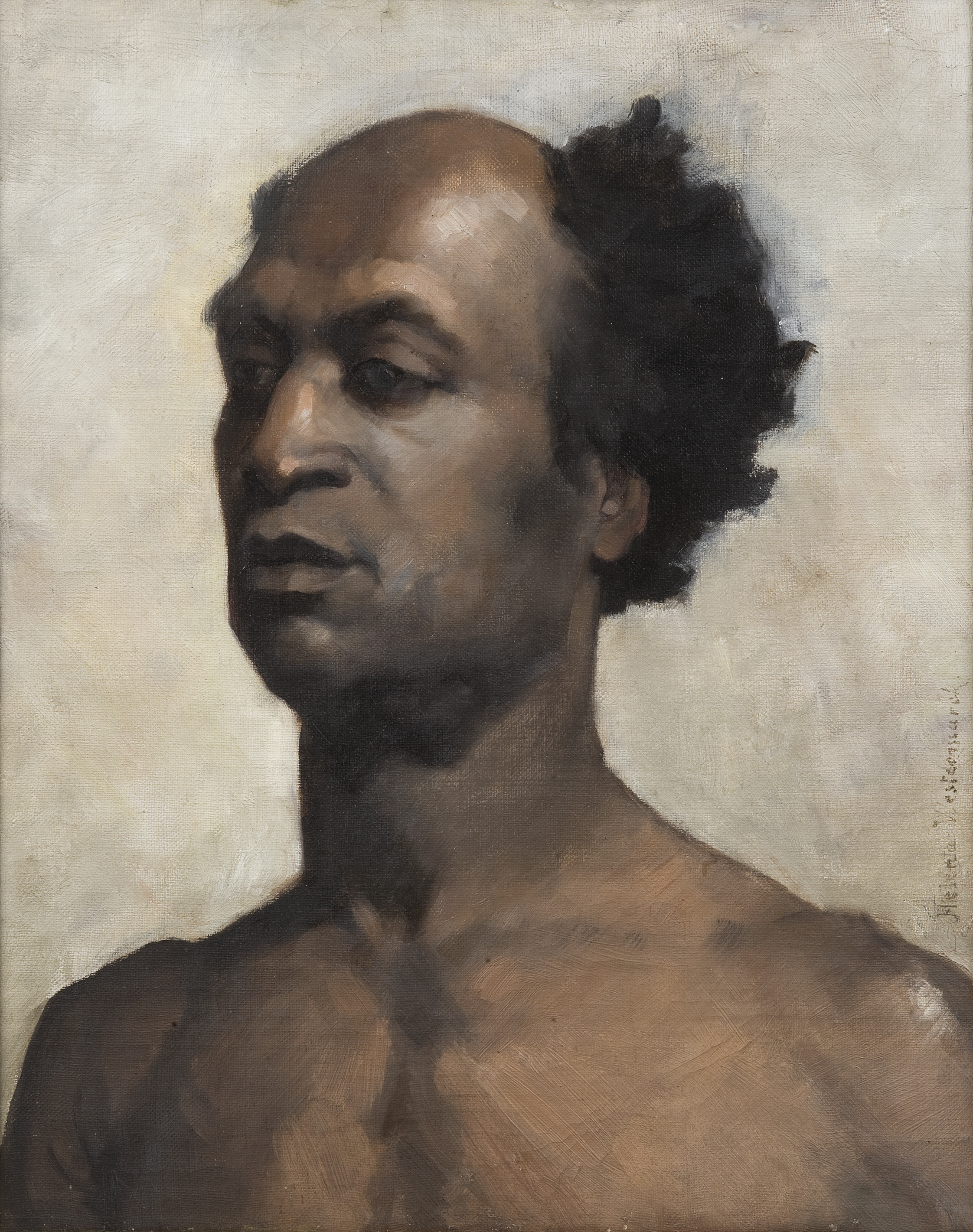
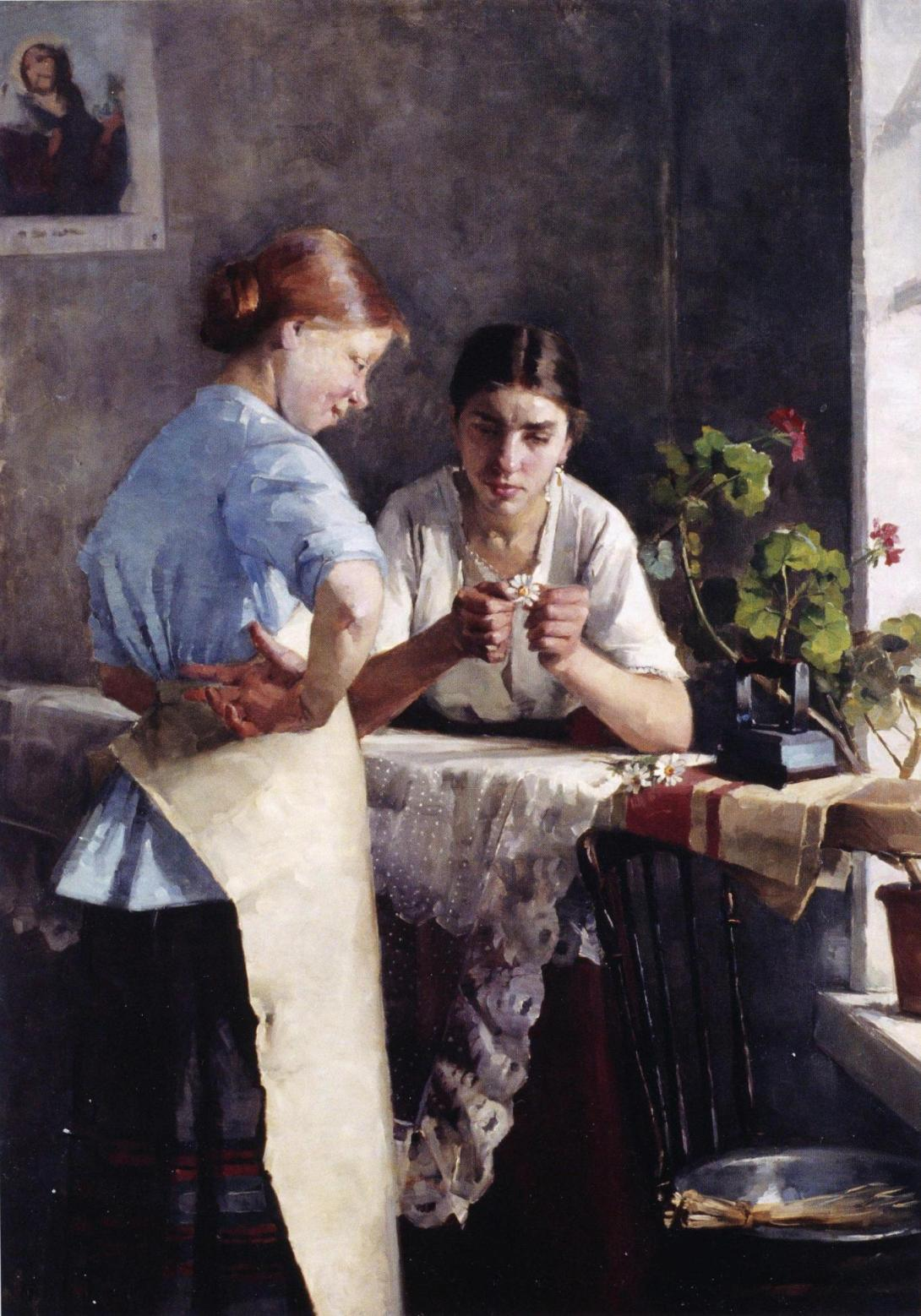
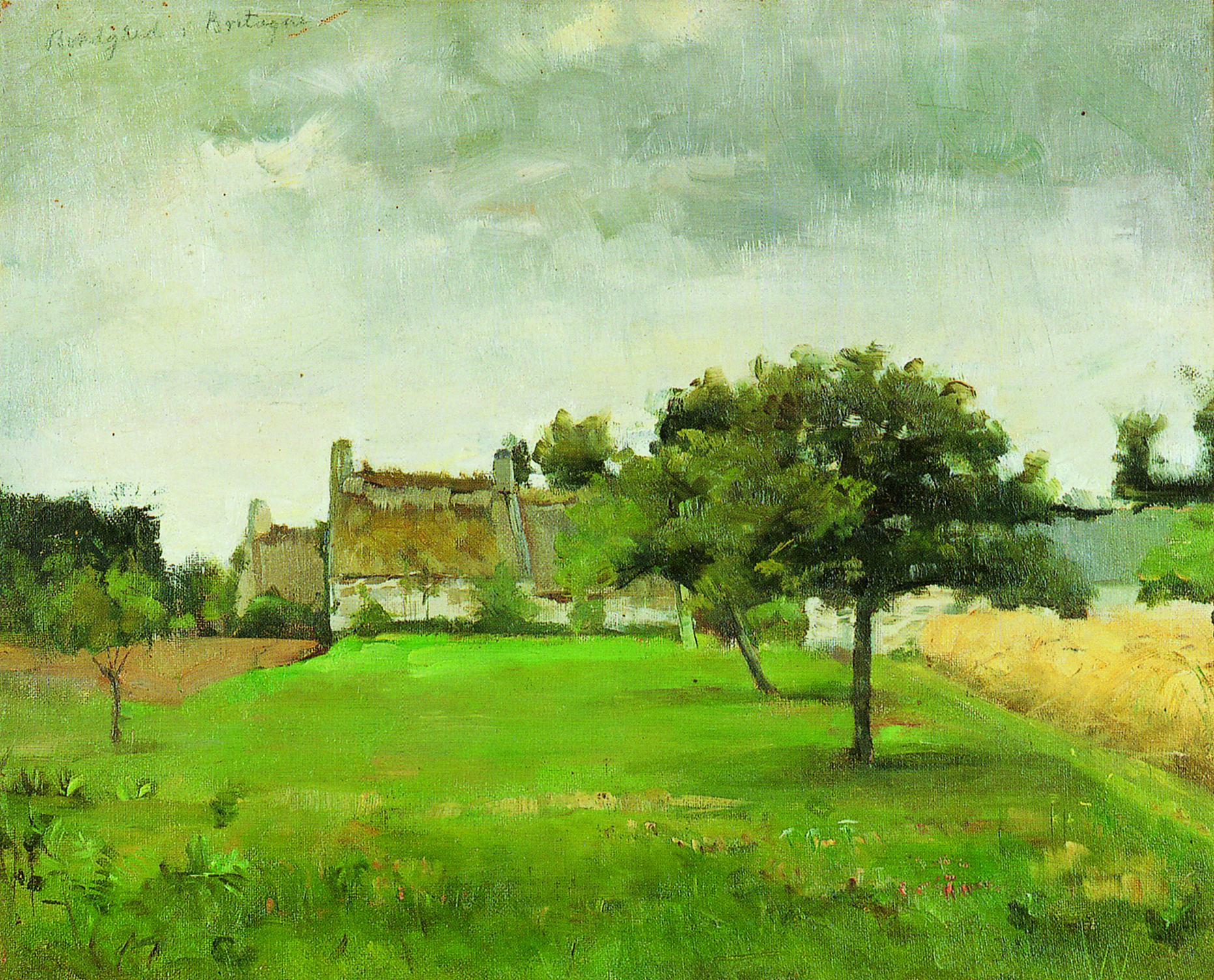
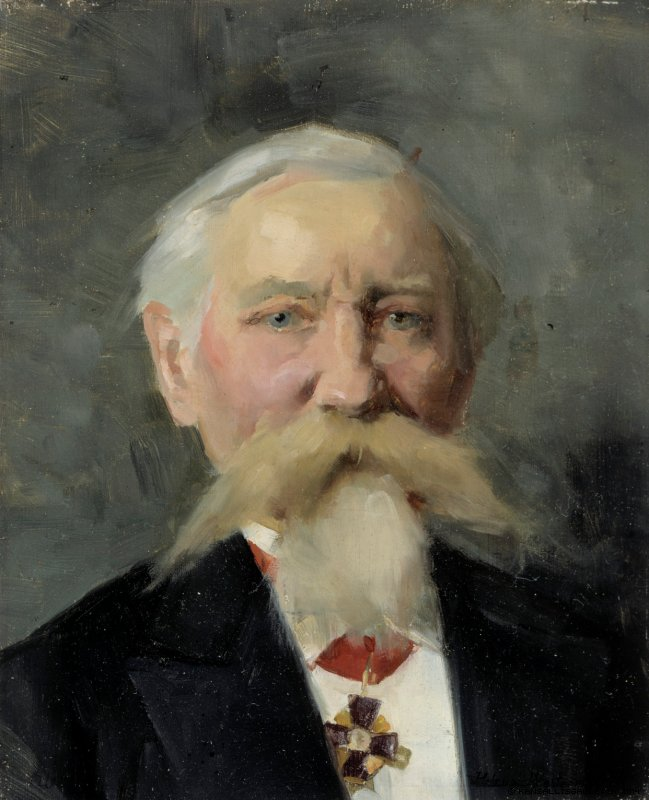
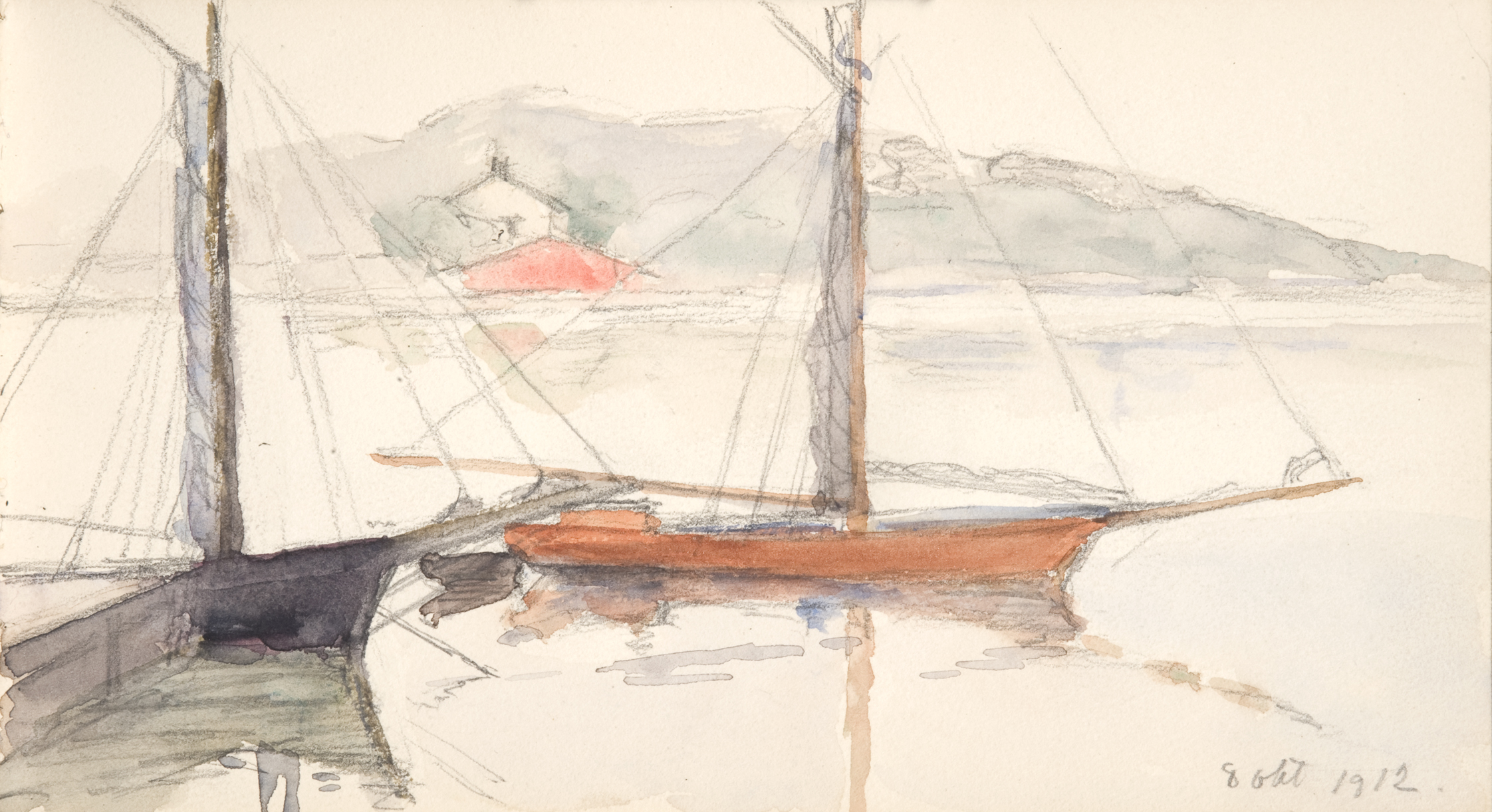

## وصلات خارجية
- هيلينا ويسترمارك على موسوعة كتاب العائلة الشمالي